# 斯夫拉特卡河

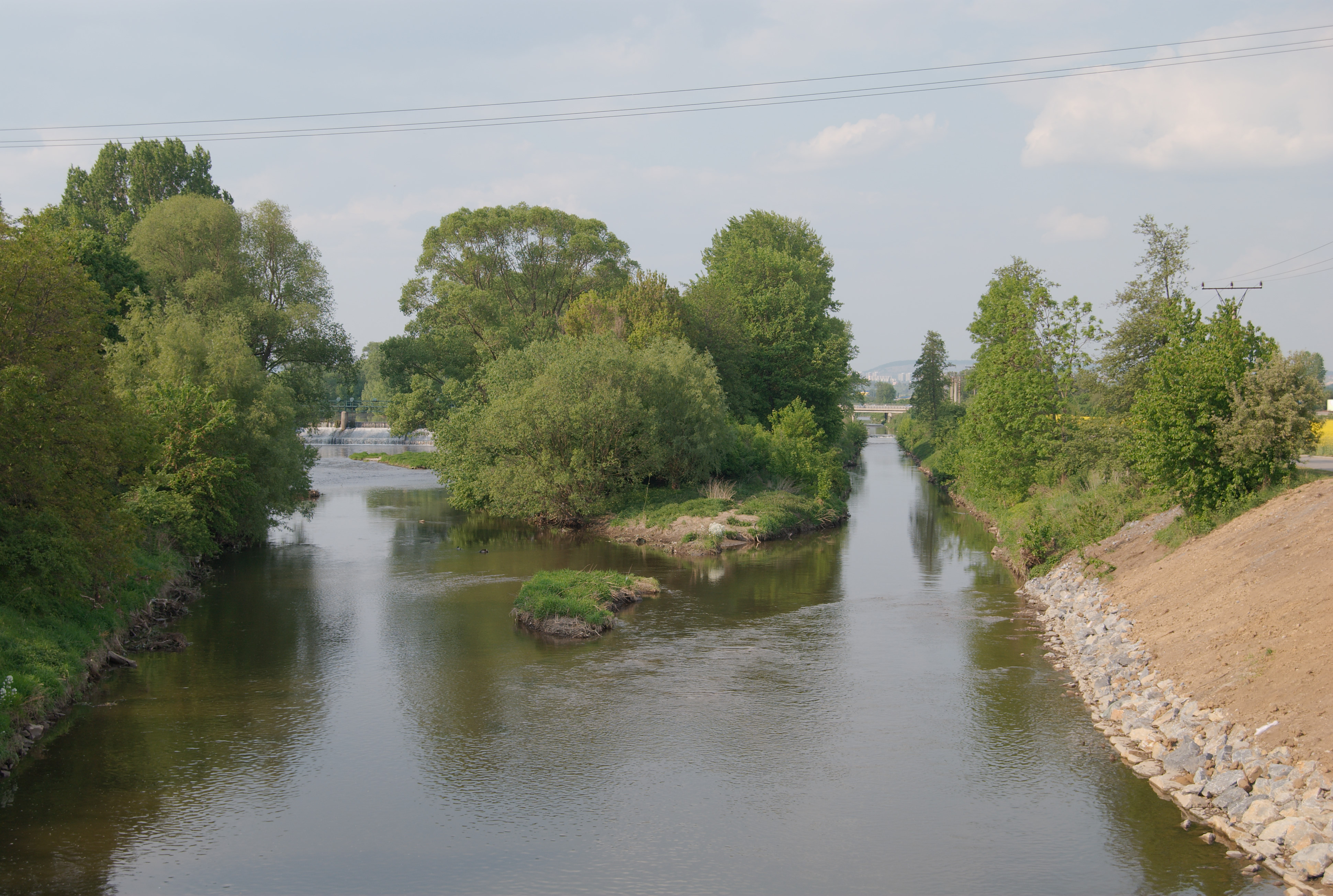

斯夫拉特卡河是捷克的河流，河道全長168.5公里，流域面積7,115.6平方公里，在布爾諾與斯維塔瓦河匯流，河畔城鎮有斯夫拉特卡、伊姆拉莫夫、內德維迪采、季什諾夫、布爾諾和莫德日采。

## 外部連結
- Information at the Water Management Research Institute

48°54′16″N 16°36′44″E / 48.90444°N 16.61222°E